# 2018년 동계 올림픽 날짜별 진행
2018년 동계 올림픽의 날짜별 진행 상황을 정리하는 문서.
개막에 하루 앞선 2월 8일, 컬링 믹스더블 토너먼트전과 스키점프 남자 개인 노멀힐 경기가 첫 경기로 시작되며 2월 9일 개막식으로 본격적인 막을 올린다. 이후 16일차인 2월 25일 폐막식을 끝으로 대회는 막을 내린다.

## 일정
| ● | 개막식 |  | 예선경기 | 1 | 순위결정전 |  | 갈라쇼 | ● | 폐막식 |

| 2월             | 2월             | 8 목 | 9 금 | 10 토 | 11 일 | 12 월 | 13 화 | 14 수 | 15 목 | 16 금 | 17 토 | 18 일 | 19 월 | 20 화 | 21 수 | 22 목 | 23 금 | 24 토 | 25 일 | 금메달 수 |
| --------------- | --------------- | ---- | ---- | ----- | ----- | ----- | ----- | ----- | ----- | ----- | ----- | ----- | ----- | ----- | ----- | ----- | ----- | ----- | ----- | --------- |
| 행사            | 행사            |      | ●    |       |       |       |       |       |       |       |       |       |       |       |       |       |       |       | ●     | N/A       |
| 알파인스키      | 알파인스키      |      |      |       |       |       | 1     | 1     | 2     | 1     | 1     | 1     |       |       | 1     | 1     | 1     | 1     |       | 11        |
| 바이애슬론      | 바이애슬론      |      |      | 1     | 1     | 2     |       | 1     | 1     |       | 1     | 1     |       | 1     |       | 1     | 1     |       |       | 11        |
| 봅슬레이        | 봅슬레이        |      |      |       |       |       |       |       |       |       |       |       | 1     |       | 1     |       |       |       | 1     | 3         |
| 크로스컨트리    | 크로스컨트리    |      |      | 1     | 1     |       | 2     |       | 1     | 1     | 1     | 1     |       |       | 2     |       |       | 1     | 1     | 12        |
| 컬링            | 컬링            |      |      |       |       |       | 1     |       |       |       |       |       |       |       |       |       |       | 1     | 1     | 3         |
| 피겨스케이팅    | 피겨스케이팅    |      |      |       |       | 1     |       |       | 1     |       | 1     |       |       | 1     |       |       | 1     |       |       | 5         |
| 프리스타일 스키 | 프리스타일 스키 |      |      |       | 1     | 1     |       |       |       | 1     | 1     | 2     |       | 1     | 1     | 1     | 1     |       |       | 10        |
| 아이스하키      | 아이스하키      |      |      |       |       |       |       |       |       |       |       |       |       |       |       | 1     |       |       | 1     | 2         |
| 루지            | 루지            |      |      |       | 1     |       | 1     | 1     | 1     |       |       |       |       |       |       |       |       |       |       | 4         |
| 노르딕 복합     | 노르딕 복합     |      |      |       |       |       |       | 1     |       |       |       |       |       | 1     |       | 1     |       |       |       | 3         |
| 쇼트트랙        | 쇼트트랙        |      |      | 1     |       |       | 1     |       |       |       | 2     |       |       | 1     |       | 3     |       |       |       | 8         |
| 스켈레톤        | 스켈레톤        |      |      |       |       |       |       |       |       | 1     | 1     |       |       |       |       |       |       |       |       | 2         |
| 스키점프        | 스키점프        |      |      | 1     |       | 1     |       |       |       |       | 1     |       | 1     |       |       |       |       |       |       | 4         |
| 스노보드        | 스노보드        |      |      |       | 1     | 1     | 1     | 1     | 1     | 1     |       |       |       |       |       |       | 1     | 3     |       | 10        |
| 스피드스케이팅  | 스피드스케이팅  |      |      | 1     | 1     | 1     | 1     | 1     | 1     | 1     |       | 1     | 1     |       | 2     |       | 1     | 2     |       | 14        |
| 경기 수         | 경기 수         |      |      | 5     | 6     | 7     | 8     | 6     | 8     | 6     | 9     | 6     | 3     | 5     | 7     | 8     | 6     | 8     | 4     | 102       |
| 누적 경기 총합  | 누적 경기 총합  |      |      | 5     | 11    | 18    | 26    | 32    | 40    | 46    | 55    | 61    | 64    | 69    | 76    | 84    | 90    | 98    | 102   |           |
| 2월             | 2월             | 8 목 | 9 금 | 10 토 | 11 일 | 12 월 | 13 화 | 14 수 | 15 목 | 16 금 | 17 토 | 18 일 | 19 월 | 20 화 | 21 수 | 22 목 | 23 금 | 24 토 | 25 일 | 금메달 수 |

## 메달 순위
| 순위 | 국가                          | 금메달 | 은메달 | 동메달 | 합계 |
| ---- | ----------------------------- | ------ | ------ | ------ | ---- |
| 1    | 노르웨이 (NOR)                | 14     | 14     | 11     | 39   |
| 2    | 독일 (GER)                    | 14     | 10     | 7      | 31   |
| 3    | 캐나다 (CAN)                  | 11     | 8      | 10     | 29   |
| 4    | 미국 (USA)                    | 9      | 8      | 6      | 23   |
| 5    | 네덜란드 (NED)                | 8      | 6      | 6      | 20   |
| 6    | 스웨덴 (SWE)                  | 7      | 6      | 1      | 14   |
| 7    | 대한민국 (KOR)                | 5      | 8      | 4      | 17   |
| 8    | 스위스 (SUI)                  | 5      | 6      | 4      | 15   |
| 9    | 프랑스 (FRA)                  | 5      | 4      | 6      | 15   |
| 10   | 오스트리아 (AUT)              | 5      | 3      | 6      | 14   |
| 11   | 일본 (JPN)                    | 4      | 5      | 4      | 13   |
| 12   | 이탈리아 (ITA)                | 3      | 2      | 5      | 10   |
| 13   | 러시아 출신 올림픽 선수 (OAR) | 2      | 6      | 9      | 17   |
| 14   | 체코 (CZE)                    | 2      | 2      | 3      | 7    |
| 15   | 벨라루스 (BLR)                | 2      | 1      | 0      | 3    |
| 16   | 중화인민공화국 (CHN)          | 1      | 6      | 2      | 9    |
| 17   | 슬로바키아 (SVK)              | 1      | 2      | 0      | 3    |
| 18   | 핀란드 (FIN)                  | 1      | 1      | 4      | 6    |
| 19   | 영국 (GBR)                    | 1      | 0      | 4      | 5    |
| 20   | 폴란드 (POL)                  | 1      | 0      | 1      | 2    |
| 21   | 헝가리 (HUN)                  | 1      | 0      | 0      | 1    |
| 21   | 우크라이나 (UKR)              | 1      | 0      | 0      | 1    |
| 23   | 오스트레일리아 (AUS)          | 0      | 2      | 1      | 3    |
| 24   | 슬로베니아 (SLO)              | 0      | 1      | 1      | 2    |
| 25   | 벨기에 (BEL)                  | 0      | 1      | 0      | 1    |
| 26   | 스페인 (ESP)                  | 0      | 0      | 2      | 2    |
| 26   | 뉴질랜드 (NZL)                | 0      | 0      | 2      | 2    |
| 28   | 카자흐스탄 (KAZ)              | 0      | 0      | 1      | 1    |
| 28   | 라트비아 (LAT)                | 0      | 0      | 1      | 1    |
| 28   | 리히텐슈타인 (LIE)            | 0      | 0      | 1      | 1    |
| 합계 | 합계                          | 103    | 102    | 102    | 307  |

## 2월 8일 (D-1)
컬링
- 믹스더블 (혼성) 리그전 1-2차전. 이번 대회 사상 첫 경기이기도 하다.

 스키점프
- 스키점프 남자 노멀힐 개인 경기 예선전. 독일의 안드레아스 벨링거가 133.5점으로 1위를 차지하였다.[1]

## 2월 9일 (개막)
피겨스케이팅
- 믹스더블 (혼성) 리그전 3-4차전.

 피겨스케이팅
- 피겨스케이팅 단체전 남자 쇼트프로그램과 페어 쇼트프로그램전.

 프리스타일
- 프리스타일 남자 모굴과 프리스타일 여자 모굴 예선전.

## 2월 10일 (1일차)
바이애슬론
- 바이애슬론 여자 스프린트

 크로스컨트리 스키
- 크로스컨트리 여자 15km 스키애슬론

 컬링
- 믹스더블 (혼성) 리그전 5-6차전.

 아이스하키
- 아이스하키 여자 토너먼트 조별전 첫날. 이날 경기로 캐나다와 러시아가 4강 진출을 확정.

 루지
- 루지 남자 1인승 1-2차 시도.

 쇼트트랙
- 쇼트트랙 남자 1500m. 대한민국의 임효준 선수가 2:10.485의 올림픽 신기록으로 금메달을 획득하였다. 네덜란드의 싱키 크네흐트가 2:10.555로 은메달, 러시아의 세묜 옐리스트라토프가 2:10.687로 동메달을 차지.
- 쇼트트랙 여자 500m.
- 쇼트트랙 여자 3000m 계주 예선.

 스키점프
- 스키점프 남자 개인 노멀힐 결승.

 스노보드
- 스노보드 남자 슬로프스타일 예선전.

 스피드스케이팅
- 스피드스케이팅 여자 3000m.

## 2월 11일 (2일차)
알파인스키
- 알파인스키 남자 다운힐

 바이애슬론
- 바이애슬론 남자 스프린트

 크로스컨트리
- 남자 30km 스키애슬론

 컬링
- 컬링 혼성 7차전

 피겨스케이팅
- 팀이벤트의 아이스댄싱, 여자 쇼트, 페어 프리 프로그램

 프리스타일
- 여자 모굴 결승전

 아이스하키
- 여자 토너먼트 조별전 두번째 날.

 루지
- 남자 1인승

 스노보드
- 남자 슬로프스타일 결승
- 여자 슬로프스타일 예선

 스피드스케이팅
- 남자 5000m

## 2월 12일 (3일차)
알파인스키
- 알파인스키 여자 대회전

 바이애슬론
- 바이애슬론 남자 추적
- 바이애슬론 여자 추적

 컬링
- 믹스더블 (혼성) 토너먼트전 4강전.

 피겨스케이팅
- 피겨스케이팅 팀이벤트 최종전. 남자 프리, 여자 프리, 아이스댄싱 프리 프로그램.

 프리스타일
- 프리스타일 남자 모굴 결승

 아이스하키
- 아이스하키 여자 토너먼트전 조별전 셋째날.

 루지
- 루지 여자 1인승 1-2차 시도.

 스키점프
- 스키점프 여자 개인 노멀힐.

 스노보드
- 스노보드 여자 슬로프스타일
- 스노보드 여자 하프파이프

 스피드스케이팅
- 스피드스케이팅 여자 1500m

## 2월 13일 (4일차)
알파인스키
- 남자 복합.

 크로스컨트리
- 남자 개인 스프린트.
- 여자 개인 스프린트.

 컬링
- 믹스더블 (혼성) 토너먼트전
  - 동메달전:  노르웨이 vs  러시아 출신
  - 결승전:  캐나다 vs  스위스

아이스하키
- 여자 토너먼트전 조별전 넷째날

 루지
- 여자 1인승 3-4차전.

 쇼트트랙
- 여자 500m 4강~결승
- 남자 1000m 예선.
- 남자 5000m 계주 예선.

 스노보드
- 여자 하프파이프 결승
- 남자 하프파이프 에선.

 스피드스케이팅
- 남자 1500m.

## 2월 14일 (5일차)
알파인스키
- 여자 회전 경기가 예정되어 있었으나, 당일 강풍으로 인해 16일로 연기됐다.

 바이애슬론
- 여자 개인.

 컬링
- 남자 토너먼트전 리그전 첫째날
- 여자 토너먼트전 리그전 첫째날

 피겨스케이팅
- 페어 쇼트 프로그램

아이스하키
- 남자 토너먼트전 첫째날.
- 여자 토너먼트전 넷째날.

 루지
- 2인승.

 노르딕 복합
- 개인 노멀힐 10km.

 스노보드
- 남자 하프파이프 결승.

 스피드스케이팅
- 여자 1000m.

## 2월 15일 (6일차)
알파인스키
- 원래 2월 11일에 열릴 예정이었던 남자 다운힐 경기가 당일 강풍으로 인해 이날로 연기됐다.[2]
- 또 원래 이날 경기로 남자 슈퍼대회전이 예정되었지만 남자 다운힐 경기가 이때로 연기되면서 이튿날인 2월 16일에 열기로 결정됐다.[2]

 바이애슬론
- 남자 개인

 크로스컨트리
- 여자 10km 프리

 컬링
- 남자 토너먼트전 리그전 둘째날
- 여자 토너먼트전 리그전 둘째날

 피겨스케이팅
- 페어 프리 프로그램

 프리스타일 스키
- 여자 에어리얼 예선

아이스하키
- 남자 토너먼트전 조별전 둘째날
- 여자 토너먼트전 조별전 다섯째날

 루지
- 단체 계주.

 스켈레톤
- 남자 스켈레톤 1-2차전.

 스노보드
- 남자 스노보드크로스.

 스피드스케이팅
- 남자 10000m

## 2월 16일 (7일차)
알파인스키
- 남자 활강 경기일정의 재조정으로 인해 남자 슈퍼대회전 경기가 이날로 연기됐다.[2] 오스트리아의 마티아스 마이어가 1:24.44의 기록으로 금메달을 거머쥐었고, 스위스의 베아트 포이츠가 1:24.57로 2위, 노르웨이의 키예틸 얀스루트가 1:24.62로 3위를 기록하였다.
- 여자 회전 경기가 원래 예정된 날 강풍으로 인해 이날 대신 열렸다.[3] 스웨덴의 프리다 한스도터가 1:38.63로 1위, 스위스의 벤디 홀드너가 1:38.68로 2위, 오스트리아의 카타리나 갈루버가 1:38.95로 3위.

 크로스컨트리
- 크로스컨트리 남자 15km 프리. 스위스의 다리오 콜로냐가 33:43.9로 우승했고, 노르웨이의 시멘 헥스타드 크뤼게르가 34:02.2로 2위, 러시아 출신 선수단의 데니스 스피초프가 34:06.9로 3위를 기록했다.

 컬링
- 남자 토너먼트 경기 셋째날.
- 여자 토너먼트 경기 셋째날.

 피겨스케이팅
- 피겨스케이팅 남자 싱글 쇼트프로그램.

 프리스타일
- 프리스타일스키 여자 에어리얼 결승전. 벨라루스의 한나 후스코바가 96.14점으로 1위를 차지. 중국의 장신이 95.52점으로 2위, 같은팀의 쿵판위가 70.14점으로 3위를 기록했다.

 아이스하키
- 아이스하키 남자 토너먼트전 조별전 셋째날.

 스켈레톤
- 남자 스켈레톤 3-4차 결승전. 대한민국의 윤성빈이 3:20.55의 기록으로 금메달을 차지하였고, 러시아 출신 선수단의 니키타 트레구보프가 3:22.18로 2위, 영국의 도미닉 파슨스가 3:22.20로 3위에 올랐다.
- 여자 스켈레톤 1-2차.

 스키점프
- 스키점프 개인 라지힐 예선.

 스노보드
- 여자 스노보드크로스 결승. 이탈리아의 미켈라 모이올리가 금메달을, 프랑스의 줄리아 페레라 드 수사 마빌로가 은메달을, 체코의 에바 삼코바가 동메달을 차지하였다.

 스피드스케이팅
- 스피드스케이팅 여자 5000m. 네덜란드의 에스메 피서르가 6:50.23로 1위, 체코의 마르티나 사블리코바가 6:51.85로 2위, 러시아 출신 선수단의 나탈리야 보로니나가 6:53.98로 3위.

## 2월 17일 (8일차)
알파인스키
- 여자 슈퍼대회전 결승. 체코의 에스터 레데츠카가 1:21.11의 기록으로 1위, 오스트리아의 안나 바이트가 1:21.12로 2위, 리히텐슈타인의 티나 바이라터가 1:21.22로 3위를 기록.

 바이애슬론
- 여자 매스스타트 결승. 슬로바키아의 아나스타시야 쿠즈미나가 35:23.0로 1위, 벨라루스의 다르바 돔라체바가 18.8초 뒤진 기록으로 2위, 노르웨이의 티릴 에크호프가 27.7초 뒤진 기록으로 3위에 올랐다.

 크로스컨트리
- 여자 4 × 5km 계주. 노르웨이팀이 총합 51:24.3의 기록으로 1위, 스웨덴팀이 51:26.3로 2위, 러시아 출신 선수단팀이 52:07.6로 3위에 올랐다.

 컬링
- 남자 토너먼트전 리그전 넷째날.
- 여자 토너먼트전 리그전 넷째날.

 피겨스케이팅
- 남자 싱글 프리프로그램. 일본의 하뉴 유즈루가 317.85점으로 금메달을 거머쥐었다. 같은팀의 우노 쇼마가 306.90점으로 은메달을, 스페인의 하비에르 페르난데스가 305.24점으로 동메달을 차지.

 프리스타일
- 여자 슬로프스타일 결승. 스위스의 사라 회플린이 91.20점으로 1위, 같은팀의 마틸드 그레모가 88.00점으로 2위, 영국의 이자벨 애트킨이 84.60점으로 3위에 올랐다.
- 남자 에어리얼 예선. 러시아 출신 선수단의 일리야 부로프가 126.55점으로 예선점수 신기록을 세웠다.

 아이스하키
- 아이스하키 여자 토너먼트전 4강전.
  -  러시아 6–2  스위스
  -  핀란드 7–2  스웨덴
- 아이스하키 남자 토너먼트전 조별전 넷째날.

 쇼트트랙
- 남자 1000m 결승. 캐나다의 사뮈엘 지라르가 1:24.650로 금메달을, 미국의 존헨리 크루거가 1:24.864로 은메달을, 대한민국의 서이라가 1:31.619로 동메달을 차지했다.
- 여자 1500m 결승. 대한민국의 최민정이 2:24.948의 기록으로 금메달을, 중국의 리진위가 2:25.703의 기록으로 은메달을, 캐나다의 킴 부탱이 2:25.834의 기록으로 동메달을 차지했다.

 스켈레톤
- 스켈레톤 여자 3-4차전 결승. 영국의 리지 야놀드가 3:27.28의 기록으로 1위를 차지하였으며 독일의 야퀼린 뢸링이 3:27.73로 2위, 영국의 로라 디스가 3:27.90의 기록으로 3위에 올랐다.

 스키점프
- 스키점프 남자 개인 라지힐 결승. 폴란드의 카밀 스토흐가 285.7점으로 1위에 올랐고, 독일의 안드레아스 벨링거가 282.3점으로 2위, 노르웨이의 로베르트 요한손이 275.3점으로 3위를 차지하였다.

## 2월 18일 (9일차)
알파인스키
- 알파인스키 남자 대회전 결승. 오스트리아의 마르첼 히르셔가 2:18.04의 기록으로 1위에 올랐다. 그 뒤를 이어 노르웨이의 헨리크 크리스토페르센이 2:19.31로 2위, 프랑스의 알렉시 팽튀롤이 2:19.35로 3위.

 바이애슬론
- 바이애슬론 남자 매스스타트. 프랑스의 마르탱 푸르카드와 독일의 시몬 솀프가 똑같이 35:47.3를 기록하였으나 푸르카드가 비디오판독으로 1위를, 솀프가 2위를 차지했다. 노르웨이의 에밀 헤글 스벤드센이 35:58.5의 기록으로 3위.

 봅슬레이
- 봅슬레이 남자 2인승 1-2차 시도. 독일의 니코 발터, 크리스티안 포저가 총합 1:38.39의 기록으로 1위를 차지했다.

 크로스컨트리
- 남자 4 × 10km 계주. 노르웨이팀이 1:33:04.9로 1위, 러시아 출신 선수단팀이 1:33:14.3로 2위, 프랑스팀이 1:33:41.8로 3위를 차지했다.

 컬링
- 남자 토너먼트전 리그전 다섯째날.
- 여자 토너먼트전 리그전 다섯째날.

 프리스타일
- 남자 슬로프스타일 결승. 노르웨이의 외이스테인 브로텐이 95.00점으로 1위, 미국의 닉 그로퍼가 93.60점으로 2위, 캐나다의 알렉스 볼리외마르샹이 92.40점으로 3위에 올랐다.
- 남자 에어리얼 결승. 우크라이나의 올렉산드르 아브라멘코가 128.51점으로 1위. 중국의 자쭝양이 128.05점으로 2위, 러시아 출신 선수단의 일리야 부로프가 122.17점으로 3위.

 아이스하키
- 아이스하키 여자 토너먼트전 5–8위 순위결정전.
  -  스위스 2–0  한국
  -  스웨덴 1–2  일본
- 아이스하키 남자 토너먼트전 조별전 다섯째날.

 스피드스케이팅
- 남자 단체 추월 에선. 대한민국팀이 3:38.29의 기록으로 1위를 차지했다.
- 여자 500m 결승. 일본의 고다이라 나오가 36.94초의 올림픽 신기록을 세웠다. 대한민국의 이상화가 37.33초로 은메달을 땄으며, 체코의 카롤리나 에르바노바가 37.34초의 기록으로 동메달을 차지했다.

## 2월 19일 (10일차)
봅슬레이
- 봅슬레이 남자 2인승 3-4차 결승. 캐나다의 저스틴 크립스, 알렉산더 코패츠, 독일의 프란체스코 프리드리히, 토르슈텐 마르기스가 3:16.86의 공동기록으로 금메달을 가져갔다. 라트비아의 오스카르스 멜바르디스와 야니스 스트렌가가 3:16.91을 기록해 동메달을 받았다.

 컬링
- 남자 토너먼트전 리그전 여섯째날.
- 여자 토너먼트전 리그전 여섯째날.

 피겨스케이팅
- 피겨스케이팅 아이스댄싱 쇼트프로그램. 캐나다의 테사 버츄, 스콧 모이어가 83.67로 1위를 차지했다.[4]

 프리스타일
- 여자 하프파이프 예선. 캐나다의 캐시 샤프가 93.40의 베스트스코어로 1위를 차지했다.

 아이스하키
- 아이스하키 여자 토너먼트전 4강전
  -  미국 5–0  핀란드
  -  캐나다 5–0  러시아

 스키점프
- 스키점프 남자 단체 라지힐 결승. 노르웨이팀이 총합 1098.5점으로 금메달을 차지했고, 이어 독일팀이 총합 1075.7점으로 은메달, 폴란드팀이 총합 1072.4점으로 동메달을 각각 차지했다.

 스노보드
- 스노보드 여자 빅에어 예선전. 오스트리아의 안나 가서가 98.00점으로 1위를 차지했다.

 스피드스케이팅
- 여자 단체 추월 예선전.
- 남자 500m 결승. 노르웨이의 호바르 홀메피오르 로렌첸이 34.41초의 기록으로 올림픽 신기록을 세우며 금메달을 땄고, 대한민국의 차민규 역시 34.42초의 올림픽 기록을 세웠으나 불과 0.01초 차이로 은메달을 차지했다. 이어 중국의 가오팅위가 34.65초의 기록으로 동메달을 받았다.

## 2월 20일 (11일차)
바이애슬론
- 바이애슬론 혼성 계주. 프랑스팀이 1:08:34.3의 기록으로 1위, 노르웨이팀이 1:08:55.2의 기록으로 2위, 이탈리아팀이 1:09:01.2의 기록으로 3위.

 봅슬레이
- 봅슬레이 여자 2인승 1-2차 시도.

 컬링
- 남자 토너먼트전 리그전 일곱째날.
- 여자 토너먼트전 리그전 일곱째날.

 피겨스케이팅
- 아이스댄싱 프리프로그램. 캐나다의 테사 버츄, 스콧 모이어가 206.07점의 세계신기록으로 금메달을 차지했다. 그 뒤를 이어 프랑스의 가브리엘라 파파다키스와 기욤 시즈롱이 205.28점으로 2위, 미국의 마이아 시부타니와 알렉스 시부타니가 192.59점으로 3위.

 프리스타일
- 프리스타일 여자 하프파이프 결승. 캐나다의 캐시 샤프가 95.80점으로 금메달을, 프랑스의 마리 마르티노가 92.60점으로 은메달을, 미국의 브리타 시고니가 91.60점으로 동메달을 땄다.

- 2018년 동계 올림픽 프리스타일 남자 하프파이프 예선.

 아이스하키
- 여자 아이스하키 토너먼트전
  - 7위전:  스웨덴 6–1  코리아
  - 5위전:  스위스 1–0  일본
- 남자 아이스하키 토너먼트전 플레이오프
  -  미국 5–1  슬로바키아
  -  슬로베니아 1–2  노르웨이
  -  핀란드 5–2  대한민국
  -  스위스 1–2 OT  독일

 노르딕복합
- 10km 개인 라지힐. 독일의 요하네스 리드제크가 23:52.5의 기록으로 1위, 파비안 리슐이 23:52.9의 기록으로 2위, 에리크 프렌첼이 23:53.3의 기록으로 3위에 올랐으며, 독일이 금은동을 모두 싹쓸이했다.

 쇼트트랙
- 쇼트트랙 여자 3000m 계주 결승. 대한민국팀이 4:07.361의 기록으로 금메달을 차지했고, 이탈리아팀이 4:15.901의 기록으로 은메달을 차지했다. 같이 결승전에 나갔던 중국팀과 캐나다팀이 페널티로 실격처리되면서, 결승전 B에서 4:03.471의 올림픽 신기록을 세우며 1위에 오른 네덜란드팀이 동메달을 대신 수여받았다.
- 쇼트트랙 여자 1000m 예선
- 쇼트트랙 남자 500m 예선

## 2월 21일 (12일차)
알파인스키
- 알파인스키 여자 활강. 이탈리아의 소피아 조지아가 1:39.22의 기록으로 1위, 노르웨이의 라그닐드 모윈켈이 1:39.31의 기록으로 2위, 미국의 린지 본이 1:39.69의 기록으로 3위에 올랐다.[5]

 봅슬레이
- 봅슬레이 여자 2인승 3-4차 결승전. 독일의 마리아마 야만카와 리사 부크비츠가 종합 3:22.45의 기록으로 우승했다. 미국의 엘라나 마이어스와 로렌 깁스가 3:22.52의 기록으로 2위, 카일리 험프리스와 필리샤 조지가 3:22.89의 기록으로 3위.[6]

 크로스컨트리
- 크로스컨트리 남자 단체 스프린트. 노르웨이 팀이 종합기록 15:56.26으로 금메달을 차지했고, 러시아 출신 선수단 팀이 종합기록 15:57.97로 은메달, 프랑스 팀이 종합기록 15:58.28로 동메달을 차지했다.[7]
- 크로스컨트리 여자 단체 스프린트. 미국팀이 종합기록 15:56.47으로 금메달, 스웨덴 팀이 종합기록 15:56.66으로 은메달, 노르웨이 팀이 15:59.44의 기록으로 동메달을 차지했다.[8]

 컬링
- 컬링 남자 토너먼트전 여덟째날
- 컬링 여자 토너먼트전 여덟째날

 피겨스케이팅
- 피겨스케이팅 여자 싱글 쇼트프로그램. 러시아 출신 올림픽 선수단의 알리나 자기토바가 82.92점의 최고점수로 1위에 올랐다.[9]

 프리스타일
- 프리스타일 남자 크로스. 캐나다의 브래디 레먼이 우승했고, 스위스의 마크 비쇼프베르거와 러시아 출신 선수단의 세르게이 리드지크가 뒤를 이었다.[10]

 아이스하키
- 아이스하키 여자 토너먼트전 동메달전
  -  핀란드 3–2  러시아
- 아이스하키 남자 토너먼트전 4강전
  -  체코 3–2  미국
  -  러시아 6–1  노르웨이
  -  캐나다 1–0  핀란드
  -  스웨덴 3–4  독일

 스노보드
- 스노보드 남자 빅에어 예선. 뉴질랜드의 카를로스 가시아 나이트가 97.50점의 최고점수로 예선 1위에 올랐다.[11]

 스피드스케이팅
- 스피드스케이팅 남자 단체 추월 결승. 노르웨이 팀이 총합 3:37.32의 기록으로 금메달을 차지했고, 대한민국 팀이 총합 3:38.52으로 은메달, 네덜란드 팀이 총합 3:38.40의 기록으로 동메달, 뉴질랜드가 총합 3:43.54로 4위에 올랐다.[12]
- 스피드스케이팅 여자 단체 추월 결승. 일본 팀이 종합기록 2:53.89의 올림픽 신기록으로 금메달을 차지하고, 네덜란드 팀이 종합기록 2:55.48로 은메달을 땄다. 미국 팀이 2:59.27로 동메달을, 캐나다가 2:59.72로 4위에 올랐다.[13]

## 2월 22일 (13일차)
알파인스키
- 알파인스키 남자 회전
- 알파인스키 여자 복합. 원래 2월 23일에 열릴 예정이었으나 강풍예보로 인해 이날로 앞당겨졌다.

 바이애슬론
- 바이애슬론 여자 계주

 컬링
- 컬링 남자 토너먼트전
  - 타이브레이커:  영국 –  스위스
  - 4강
    -  스웨덴 – (타이브레이커 승리팀)
    -  캐나다 –  미국

 프리스타일
- 프리스타일스키 남자 하프파이프 결승

 아이스하키
- 아이스하키 여자 토너먼트전 결승전
  -  캐나다 –  미국

 노르딕복합
- 4 × 5 km 단체 라지힐

 쇼트트랙
- 여자 1000m 결승
- 남자 500m 결승
- 남자 5000m 계주 결승

 스노보드
- 스노보드 남자 평행대회전 예선전이 원래 이날 열릴 예정이었으나 강풍예보로 인해 2월 24일로 연기됐다.
- 스노보드 여자 평행대회전 예선전이 원래 이날 열릴 예정이었으나 강풍예보로 인해 2월 24일로 연기됐다.

## 2월 23일 (14일차)
알파인스키
- 알파인스키 여자 복합 경기가 이날로 예정되어 있었으나 당일 강풍예보로 인해 전날인 2월 22일로 앞당겨졌다.

 바이애슬론
- 바이애슬론 남자 계주

 컬링
- 컬링 남자 토너먼트전 동메달전
- 컬링 여자 토너먼트전 준결승전
  -  대한민국 –  일본
  -  스웨덴 –  영국

 피겨스케이팅
- 피겨스케이팅 여자 싱글 프리프로그램

 프리스타일
- 프리스타일 여자 스키크로스 예선전이 이날 예정되어 있었으나, 강풍예보로 인해 2월 22일로 앞당겨졌다.
- 프리스타일 여자 스키크로스 결승

 아이스하키
- 아이스하키 남자 토너먼트전 4강전
  -  독일 –  캐나다
  -  러시아 –  체코

 스노보드
- 스노보드 여자 빅에어 경기가 이날로 예정되어 있었으나, 강풍예보로 인해 2월 22일로 앞당겨졌다.

 스피드스케이팅
- 스피드스케이팅 남자 1000m

## 2월 24일 (15일차)
알파인스키
- 알파인스키 혼성 단체

 봅슬레이
- 봅슬레이 남자 4인승

 크로스컨트리
- 크로스컨트리 남자 50km 클래식

 컬링
- 컬링 남자 토너먼트 결승전
- 컬링 여자 토너먼트 동메달전

 아이스하키
- 아이스하키 남자 토너먼트 동메달전

 스노보드
- 스노보드 남자 빅에어 결승
- 스노보드 남자 평행대회전 예선과 결선. 원래 2월 22일로 예정되어 있었으나 당일 강풍예보로 인해 이날로 연기되었다.

 스피드스케이팅
- 스피드스케이팅 남자 매스스타트
- 스피드스케이팅 여자 매스스타트

## 2월 25일 (폐막)
봅슬레이
- 봅슬레이 남자 4인승 결승. 독일의 프리드리히 팀이 종합기록 3:15.85로 금메달을 획득했다. 또 독일의 발터 팀과 대한민국의 원윤종 팀이 종합기록 3:16.38의 동률로 공동 은메달을 수여받았다.[14]

 크로스컨트리
- 크로스컨트리 여자 30km 클래식. 노르웨이의 마리트 비외르겐이 1:22:17.6의 기록으로 우승. 핀란드의 크리스타 파르마코스키가 1:24:07로 2위. 스웨덴의 스티나 닐손이 1:24:16.5로 3위.[15]

 컬링
- 컬링 여자 토너먼트 결승전. 스웨덴은 동계올림픽 컬링 통산 세번째 금메달을 확정지었고, 대한민국은 컬링 사상 첫 메달을 획득하였다.
  -  대한민국 3–8  스웨덴

 피겨스케이팅
- 갈라쇼 - 이번 대회에 참가한 선수들의 공연무대

 아이스하키
- 아이스하키 남자 토너먼트 결승전
  -  러시아 4–3 OT  독일